# Jaguar XJ (X351)
Jaguar XJ (X351) — нове покоління автомобілів Jaguar XJ, що дебютувало в 2009 році і прийшло на заміну моделі лімузина вищого класу Jaguar X 350, яка серійно вироблялась з 2003 року до 2009 року. 

## Опис

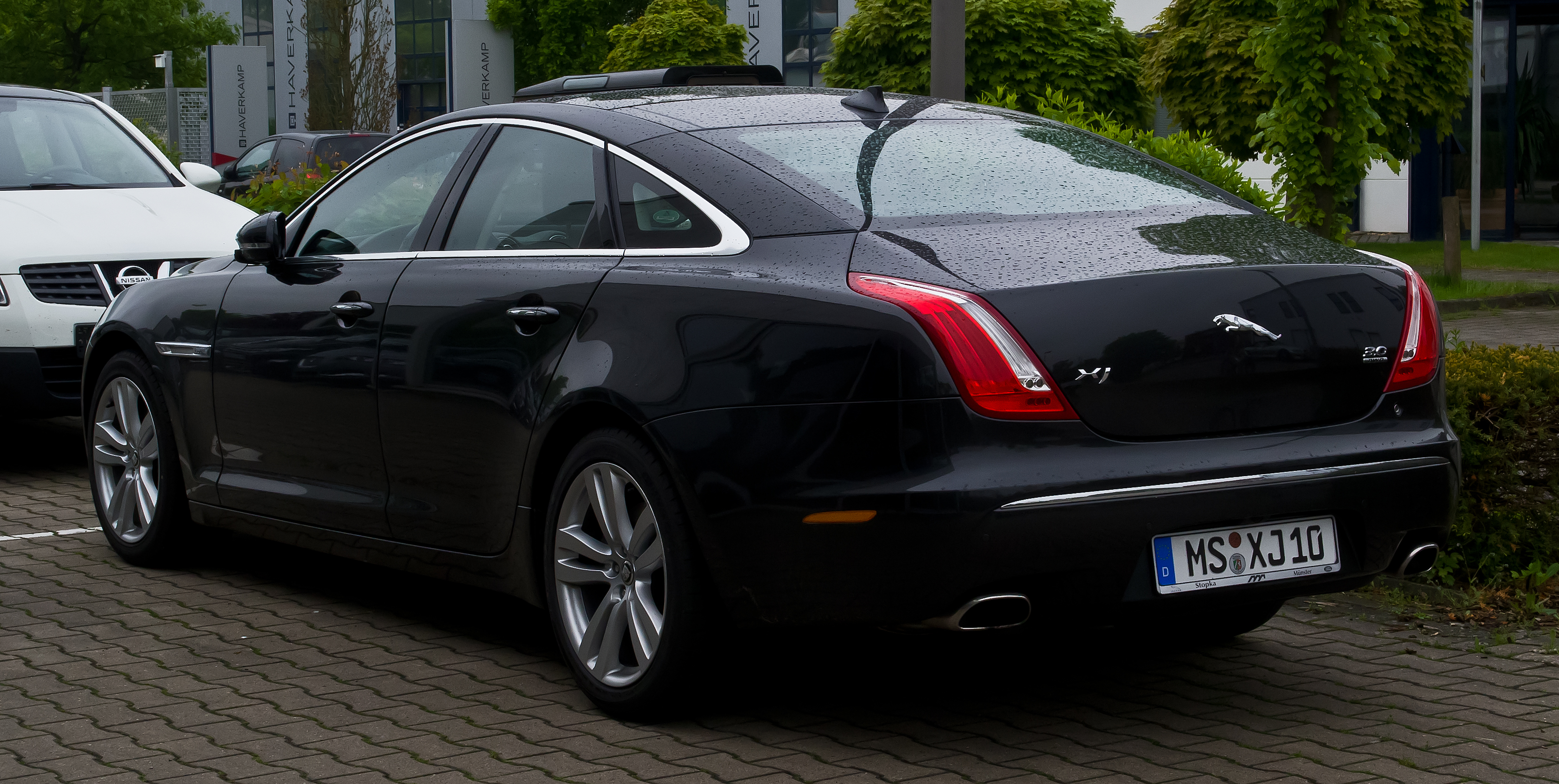
Jaguar XJ 3.0 Kompressor AWD Premium Luxury (X351)

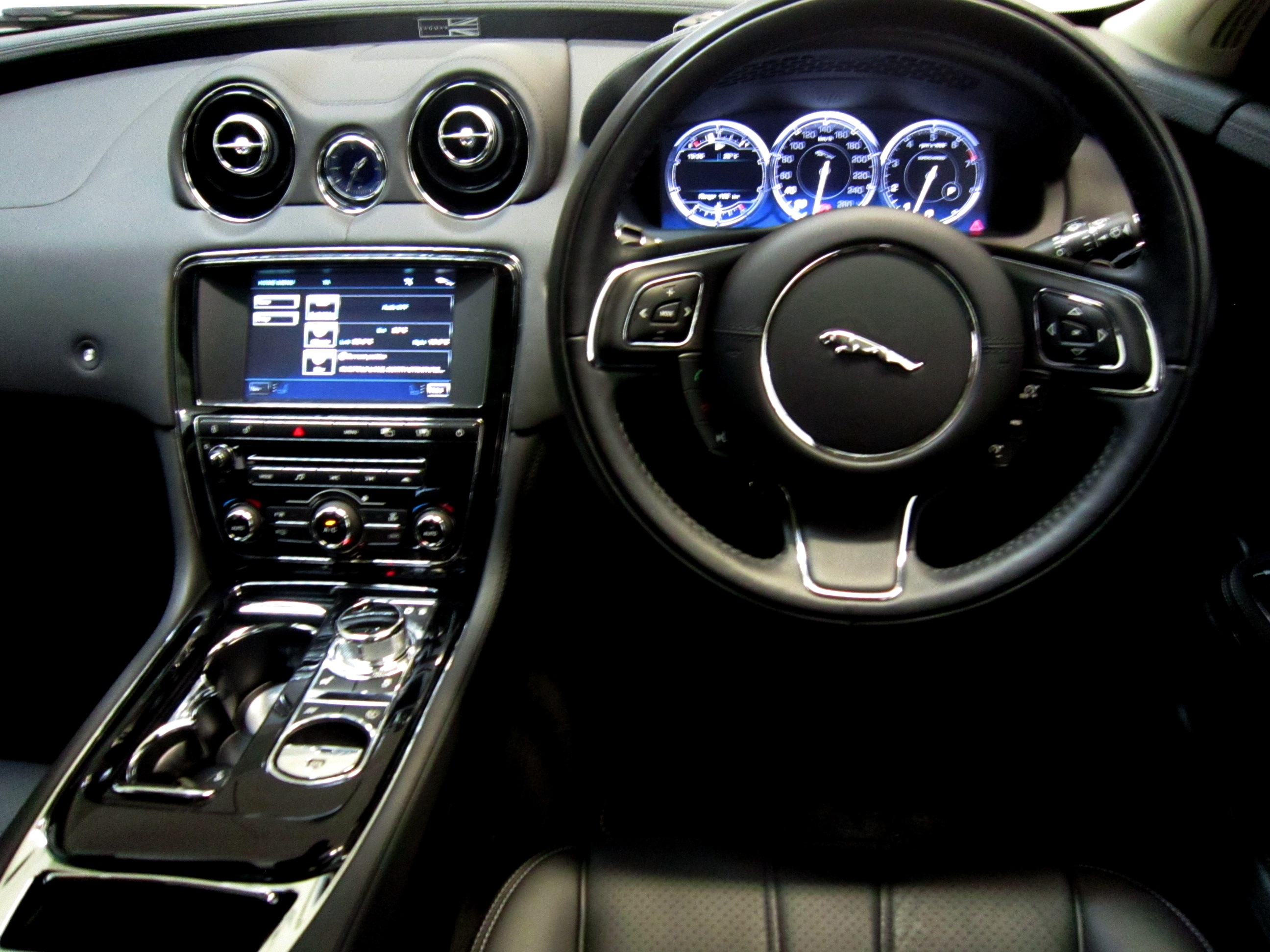
Jaguar XJ (X351)

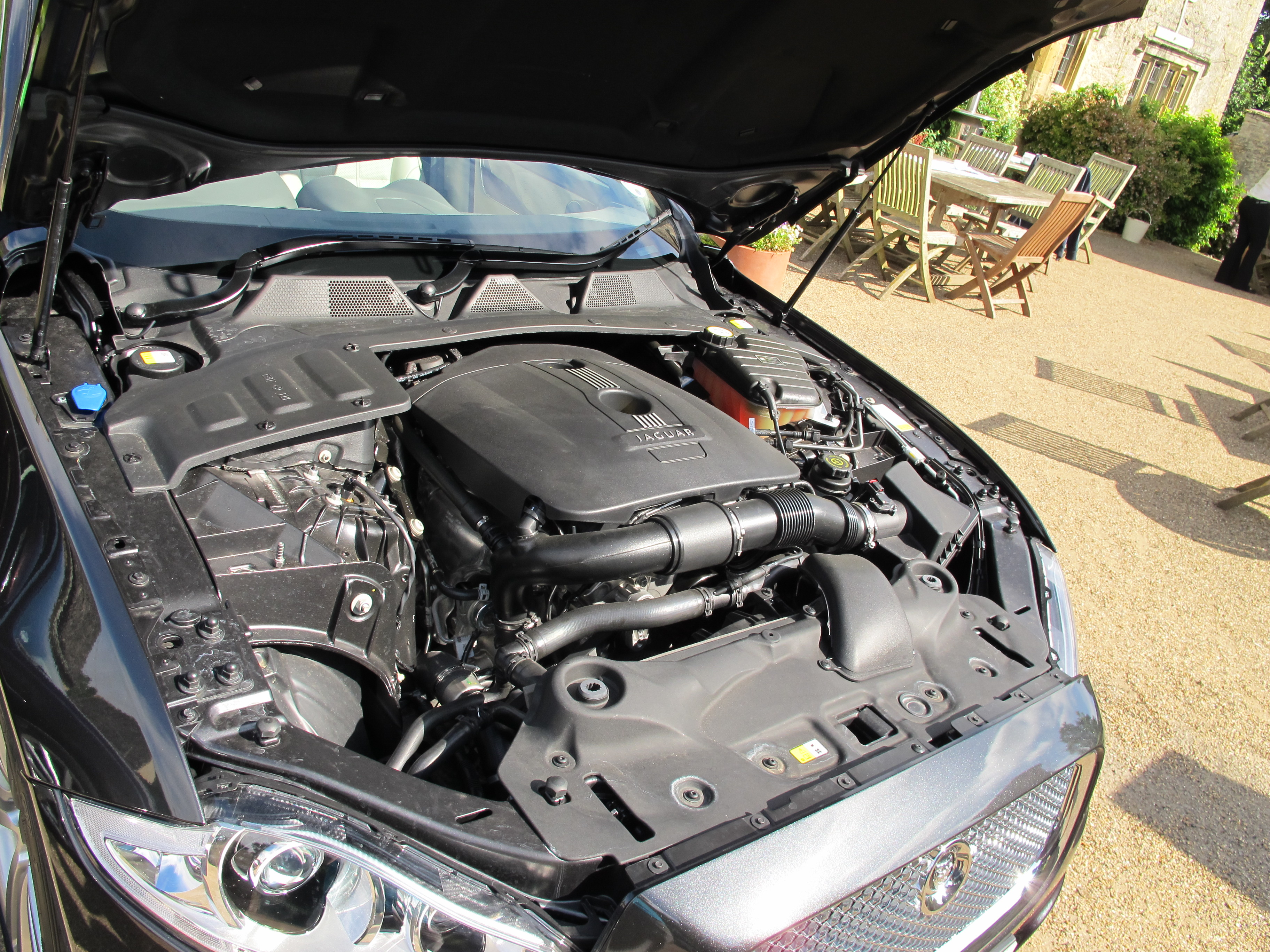

Над дизайном Jaguar X351 працював відомий дизайнер Ян Каллум. Ця модель є більшою й ширшою за своїх попередників. Зникли традиційні віддільні чотири круглі фари, які були основою на всіх моделях XJ. Фасад показує її зв'язок з моделлю бізнес-класу XF, але з вужчими фарами і більш квадратною решіткою радіатора. Задня частина машини з вертикальними, ширяючими фарами мали вигляд котячих пазурів, була новизною на моделі. На даху машини був люк, який простягся на всю довжину даху.
Модель отримала цілком новий інтер’єр, який мав панель приладів з новим LCD-дисплеєм. Колір оббивки й дерев’яних вставок можна було обирати на свій смак.
Автомобіль оснащують новими бензиновими V8 об'ємом 5.0 л (атмосферний і компресорний) та дизельними V6 об'ємом 3.0 л.

## Технічні характеристики
|                                          | 5,0 л V8                | 5,0 л V8 Supercharged   | 5,0 л V8 Supercharged   | 3,0 л V6 короткобазий   | 3,0 л V6 довгобазий     |
| ---------------------------------------- | ----------------------- | ----------------------- | ----------------------- | ----------------------- | ----------------------- |
| Двигун                                   | Бензиновий              | Бензиновий              | Бензиновий              | Дизельний               | Дизельний               |
| Тип двигуна                              | V-Подібний              | V-Подібний              | V-Подібний              | V-Подібний              | V-Подібний              |
| Об'єм                                    | 5000 см³                | 5000 см³                | 5000 см³                | 2993 см³                | 2993 см³                |
| Циліндри                                 | 8                       | 8                       | 8                       | 6                       | 6                       |
| Ступінь стиску                           | 11,5:1                  | 9,5:1                   | 9,5:1                   | 16,0:1                  | 16,0:1                  |
| Потужність                               | 283 кВт (385 к.с.)      | 346 кВт (470 к.с.)      | 375 кВт (510 к.с.)      | 202 кВт (275 к.с.)      | 202 кВт (275 к.с.)      |
| Крутний момент                           | 515 Нм при 3500/хв      | 575 Нм при 2500-6500/хв | 625 Нм при 2500-6500/хв | 600 Нм при 2000/хв      | 600 Нм при 2000/хв      |
| КПП                                      | 6-Ступенева-Автоматична | 6-Ступенева-Автоматична | 6-Ступенева-Автоматична | 6-Ступенева-Автоматична | 6-Ступенева-Автоматична |
| Розгін 0 до 100 км/год в с               | 5,7                     | 5,2                     | 4,9                     | 6,4                     | 6,4                     |
| Максимальна швидкість, км/год            | 250 (abgeregelt)        | 250 (abgeregelt)        | 250 (abgeregelt)        | 250 (abgeregelt)        | 250 (abgeregelt)        |
| Витрати пального комбіновано в л/100 км) | 11,4                    | -                       | 12,1                    | 7,0                     | 7,2                     |
| Викид CO2, комбіновано в гр/км           | 264                     | -                       | 289                     | 184                     | 189                     |

## Вартість
Вартість автомобілів в Україні:
- New XJ 5.0 Portfolio SWB 121 900 €
- New XJ 5.0 Portfolio LWB 137 100 €
- New XJ 5.0 Premium Luxury SWB 113 700 €
- New XJ 5.0 Premium Luxury LWB 132 700 € [1]

## Зноски
1. ↑  Вартість New XJ в Україні. Архів оригіналу за 5 березня 2016. Процитовано 16 березня 2010.